# 김시우 (2012년 배우)
김시우(2012년 11월 26일 ~ )는 대한민국의 배우이다.

### 드라마
- 2022년 ENA 수목 미니시리즈 《구필수는 없다》
- 2022년 ~ 2023년 KBS2 주말연속극 《삼남매가 용감하게》

### 영화
- 2024년 영화 《대가족》 ... 민국 역